# Thomas Dold
Thomas Dold (* 10. September 1984 in Wolfach) ist ein ehemaliger deutscher Leichtathlet, der vor allem als Treppenläufer bekannt wurde. Zudem stellte er in seiner Karriere einige Weltrekorde im Rückwärtslaufen auf.

## Werdegang
Bevor Dold Treppenläufer wurde, war er Mitglied der deutschen Berglaufnationalmannschaft. Dold erzielte Erfolge beim prestigeträchtigsten Treppenlauf der Welt, dem Empire State Building Run-Up in New York. Bereits bei seiner ersten Teilnahme im Jahr 2005 konnte er dort nach Fotofinish hinter Rudolf Reitberger den zweiten Platz belegen. Im Folgejahr gewann er den Wettbewerb dann erstmals und schlug dabei den Vorjahressieger. Bei seiner dritten Teilnahme am Treppenlauf im ehemals höchsten Gebäude der Welt konnte Dold seinen Titel am 6. Februar 2007 erfolgreich verteidigen. Im Februar 2008 absolvierte er den Lauf in persönlicher Bestzeit von 10:08 min, gewann zum dritten Mal in Folge und schaffte damit einen Hattrick, aber er konnte damit den Rekord des Australiers Paul Crake von 9:33 min nicht gefährden. Auch 2009, 2010 und 2011 konnte Dold den Run-Up gewinnen und ist somit bereits sechsmal in Folge Sieger des Events.
Am 15. Juni 2008 gewann Thomas Dold den Treppenlauf über 2046 Stufen zum 91. Stockwerk des Taipei 101, der zu diesem Zeitpunkt noch der höchste Wolkenkratzer der Welt war. Er benötigte dazu 10:53 min. Diesen Erfolg wiederholte er 2009, 2010 wurde er Dritter, im Jahr 2011 aber erneut Erster.
Zweimal in Folge, 2009 und 2010, siegte er beim Sydney Tower Run-Up.
Ebenso wiederholte er seine Siege in Berlin beim Sky Run und beim Vertical Sprint Mailand im Pirelli-Hochhaus. Alle fünf Rennen 2010 zählen zum Vertical World Circuit 2010. Als ein Geheimnis seiner Erfolge bezeichnete Dold den Gebrauch sorgfältig angemessener Stützstrümpfe.
Am 3. August 2013 hat er im „China World Summit Hotel“ in Peking 330 hm in 9:55 min zurückgelegt und damit den 1. Platz gewonnen. Ebenfalls zur Weltspitze gehörte Thomas Dold im Rückwärtslaufen, dem so genannten Retro-Running. Sein größter Erfolg war der Gewinn jeweils zweier Weltmeistertitel in den Jahren 2006 in Rotkreuz/Schweiz und 2008 in Pietrasanta in Italien.
Seit 2013 tritt er nicht mehr international in Erscheinung.

### Privates
Thomas Dold war bis 2019 mit der Marathonläuferin Anna Hahner (* 1989) verheiratet.
Bis 2018 managte und trainierte er seine damalige Frau sowie deren Zwillingsschwester Lisa.

## Erfolge

### Treppenlauf
| Wettbewerb                                  | 2004 | 2005 | 2006 | 2007 | 2008 | 2009 | 2010 | 2011 | 2012 | 2013 |
| ------------------------------------------- | ---- | ---- | ---- | ---- | ---- | ---- | ---- | ---- | ---- | ---- |
| Empire State Building Run-Up, New York City | —    | 2.   | 1.   | 1.   | 1.   | 1.   | 1.   | 1.   | 1.   | —    |
| Taipei 101 Run Up, Taipeh                   | —    | —    | 2.   | 2.   | 1.   | 1.   | 3.   | 1.   | —    | —    |
| Donauturm Run Up, Wien                      | 2.   | 3.   | 1.   | 1.   | —    | —    | —    | —    | —    | —    |
| Uptown Run Up, München                      | 1.   | —    | —    | —    | —    | —    | —    | —    | —    | —    |
| Sky Run, Berlin                             | —    | —    | 1.   | 1.   | 1.   | 1.   | 1.   | 1.   | 1.   | —    |
| Fernsehturmlauf, Stuttgart                  | —    | —    | 1.   | 1.   | 1.   | 1.   | —    | —    | —    | —    |
| Towerrunning, Basel                         | —    | —    | 1.   | 2.   | —    | —    | —    | —    | —    | —    |
| Pirelli Towerrun, Mailand                   | —    | —    | —    | —    | 1.   | —    | 1.   | —    | —    | —    |
| Towerrun, Benidorm                          | —    | —    | —    | —    | 1.   | —    | —    | —    | —    | —    |
| Swissôtel Vertical Marathon, Singapore      | —    | —    | —    | —    | 1.   | —    | —    | —    | —    | —    |
| Sydney Tower Stair Challenge, Sydney        | —    | —    | —    | —    | —    | 1.   | 1.   | —    | —    | —    |
| Tower Run-Up, Peking                        | —    | —    | —    | —    | —    | —    | —    | —    | —    | 1.   |

### Rückwärtslaufen
- 2004, 2005: Sieger bei den Deutschen Meisterschaften im Rückwärtslaufen
- 2006, 2008: Doppelweltmeister im Rückwärtslaufen über 400 und 3000 Meter

### Weltrekorde im Rückwärtslaufen
- 2003: über 1000 Meter (3:32,35 min, 2008 verbessert)
- 2004: über 800 Meter (2:40,00 min, 2008 verbessert)
- 2004: über eine Meile (5:46,59 min)
- 2005: über 400 Meter (1:09,56 min)
- 2006: über 1500 Meter (5:24,00 min, 2009 verbessert)
- 2008: über 1000 Meter (3:20,09 min)
- 2008: über 800 Meter (2:31,30 min)
- 2009: über 1500 Meter (5:01,02 min)
- 2015: über 10.000 Meter (39:20 min)[15]
- 2018: über 5000 Meter (19:07 min)[16]